# 蕭洒
蕭洒（1896年8月16日—1981年4月23日），字雅齋。河南省許昌縣西北嘉禾寨蕭莊人。民國37年（1948年）在河南省第三選區當選第一屆立法委員。

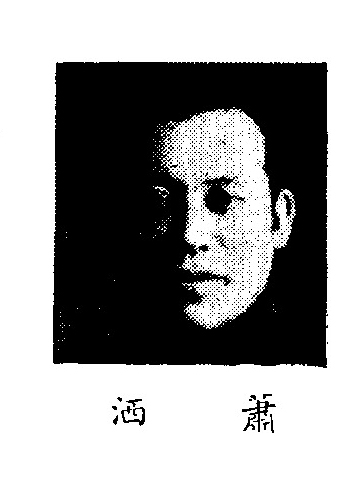
出席制憲國民大會代表時

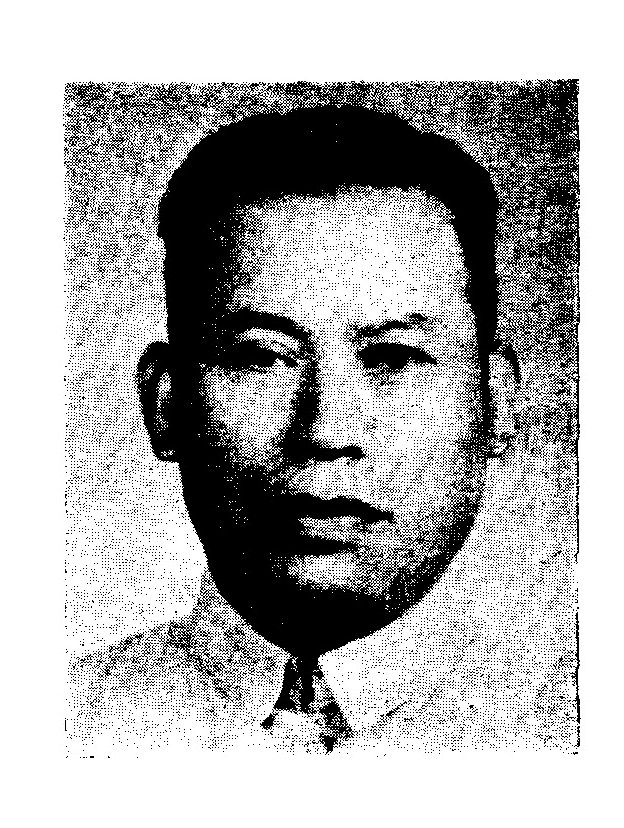

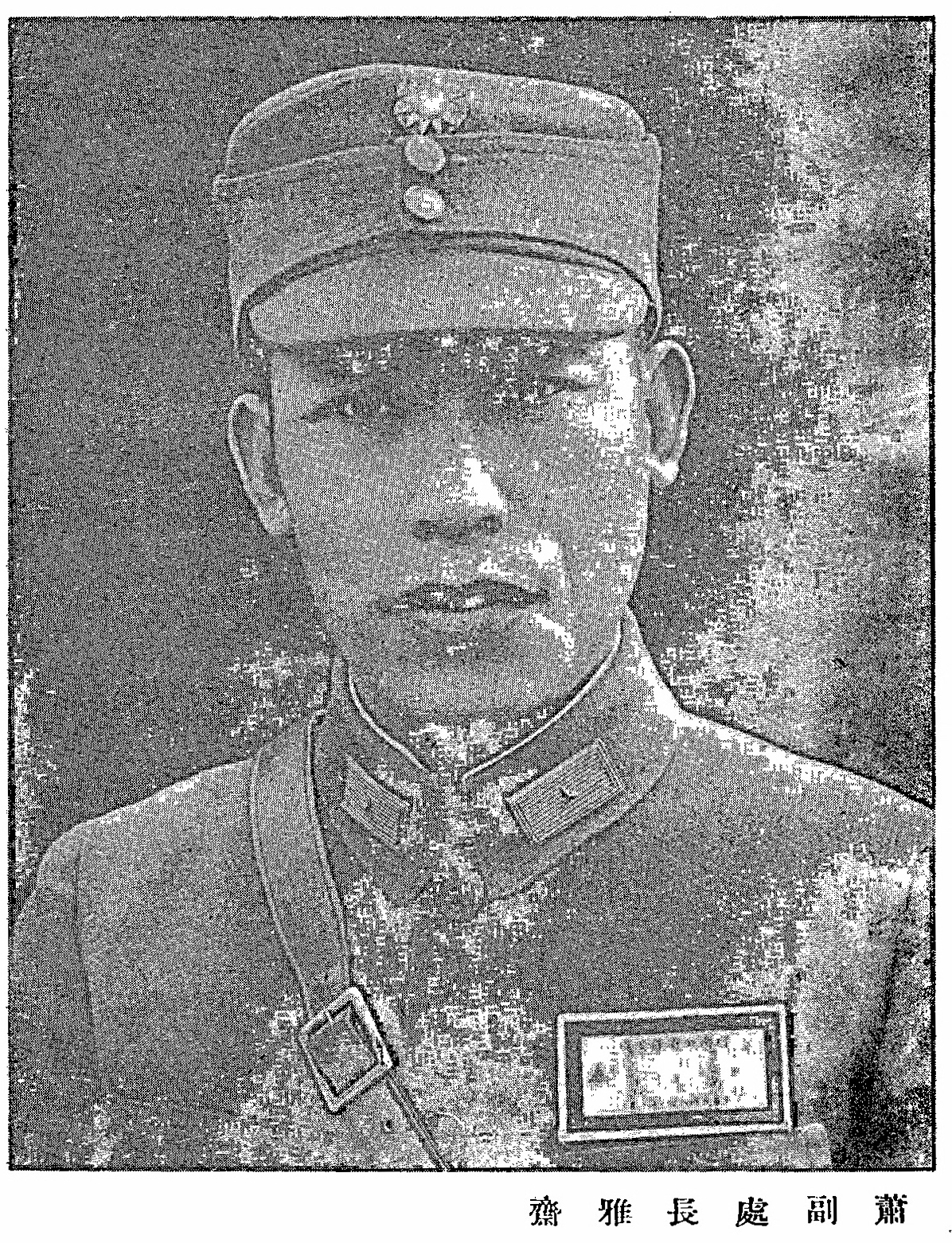

## 生平[1][2][3][4]
- 黃埔軍官學校一期畢業
- 廬山軍官訓練團畢業
- 陽明山革命實踐研究院十四期畢業
- 中國國民黨中央河南省黨務特派員
- 河南省黨部委員
- 河南省保安處長
- 河南省保安游擊司令
- 第一戰區游擊司令
- 軍事委員會西北游擊幹部訓練班辦公廳主任
- 陸軍軍官學校第七分校教導團長
- 第一戰區長官司令部豫中聯絡處主任
- 鄭州綏靖公署中將高參
- 制憲國民大會代表
- 河南省參議員
- 憲政促進會常務委員
- 民國70年4月23日病逝[5]